# Bellpuig (revista)
Bellpuig és una revista local d'actualitat, que s'edita a Artà (Mallorca). És mensual i començà a publicar-se al gener de l'any 1960. El 5 de gener de 2010 celebrà el 50è aniversari de la revista. El maig de 2018 se'n publicà el número 1.000.

## Història

### Inicis
La revista Bellpuig va sortir a llum un dimarts 5 de gener de 1960 dirigida per Mateu Galmés Galmés, aleshores rector de la parròquia. Com a segon títol figurà el de Órgano de la Parroquia de la Transfiguración del Señor.
El nom de la revista va ser elegit pel franciscà Pare Rafel Ginard i Bauçà, aleshores membre de la comunitat franciscana d'Artà que fou el pioner que l'escriptura en mallorquí de la revista i un dels primers col·laboradors. El primer número va constar solament de 4 pàgines. Al segon número ja hi hagué altres col·laboracions i 6 planes de contingut. A l'abril ja n'hi hagué 8 i així continua molt de temps.
Al número 49 va començar el segon tom, era el gener de 1964, amb un resum del que havia succeït durant els darrers 4 anys. El número 80, d'agost de 1966, va ser la darrera edició numerada, i a partir d'aquesta data només hi resava el mes.

### Primer canvi de director
Al setembre de 1968 s'acomiadava Mateu Galmés que era destinat a la Parròquia dels Dolors a Manacor i el succeí als càrrecs Joan Servera Riera. Al n° 10 de gener de 1969 va aparèixer la primera secció del Club Llevant, que explicava les seves activitats i que ompliren molt de temps les dues darreres planes del Bellpuig com a BOLETÍN INFORMATIVO. Amb aquest número començava la II Etapa, altra vegada numerada. S'acaba el tom III amb el n.º 31. El tom IV acabava al desembre de 1975.
El número de gener de 1976 seguia la III època però ben renovada i l'estiu de 1978 Rafel Umbert Sureda va assumir la direcció del Bellpuig. Durant aquesta etapa l'economia va quedar sanejada i es pogueren augmentar el nombre de planes i posar més fotos, que li donaren un altre aire. Les subscripcions anaren en augment, també la publicitat i es va consolidar la continuïtat de la revista. Així va acabar el tom V.
Al juny de 1980 va començar la IV etapa del Bellpuig. La capçalera va tornar al seu lloc primitiu (durant un parell d'anys havia estat més petita i col·locada a l'angle esquerre de la portada) i el Bellpuig tornava a editar-se a Artà. S'havia rebut una substanciosa subvenció de Josep Melià, i 1a redacció va fer un préstec bancari per completar el pagament de la maquinària suficient per poder editar la revista als baixos de la sagristia a Artà. Així s'abaratia el cost de les edicions però no els continuats esforços dels redactors. Es va fer un conveni pel qual les màquines passaren a formar la impremta Gques. Llevant al c./ Ciutat amb un contracte per 10 anys amb el qual l'economia estava assegurada i s'eludien els esforços que amenaçaven la continuïtat.
El 1983 la portada aparegué en color per primera vegada en la història de la revista. Era una foto del Talaiot de Ses Païsses. Per aquelles saons el Bellpuig era encara bilingüe, però a poc a poc avançava en l'escriptura en català, motiu d'alegria per uns i d'enfadament per als altres.

### Noces de plata: 25 anys
S'arribà a les noces de plata. Era el gener de 1985 i es complien els 25 anys de la seva fundació; Aleshores s'havia format a Artà un taller de Comunicacions, de la mà periodística i sàvia d'en Jeroni Fito. El formaven un grup de joves artanencs que s'entusiasmaren i començaren a redactar la vida del nostre poble, entre altres col·laboradors. El número de l'aniversari va ser extra. Hi hagué moltes i variades col·laboracions. Es va fer una recepció a Na Batlessa, on foren presents els directors haguts en la història de la revista. També es va convidar el president de Premsa Forana que per motius personals va delegar en el vicepresident Pere Mulet. Hi hagué parlaments i una exposició del Bellpuig, tot això a Na Batlessa. Seguidament es va fer un sopar al saló de Ca'n Faro on la resta va ser ben celebrada amb l'eufòria de poder arribar a les noces d'or. Hi va participar molta de gent, subscriptors i altres persones simpatitzants que juntes celebraren les noces de plata de Bellpuig.
Dia 31 de març de 1985, emmarcat dins el XXVè aniversari de la revista, organitzà un concert a càrrec del grup Studium dirigit per Carles Ponseti al Santuari de Sant Salvador d'Artà.
L'edició de gener de 1991 va ser numerada amb el núm. 428 del seu inici, per seguir correlativament fins sempre. De 12 planes ja havien passat a les 16, 24 i, fins i tot, 32 cada 15 dies. El tom XI va acabar amb 552 planes editades en un any.
L'any 1992 el tom va tenir 776 planes. Era el tom XII i 33 anys de vida de la revista. El tom XIII, any 1993, va acabar amb la friolera de 820 planes, tot un rècord, (pensau que molts números arribaren a les 44 planes). Avui i des de fa ja un parell d'anys, la revista s'escriu tota a la redacció, i en català, per dos motius: el primer perquè és la nostra llengua i segon, perquè són premiades pels estaments oficials amb subvencions més elevades.

### Tirada i impressió
Els primers números eren mensuals i llavors el 16 de gener de 1981 passà a ser quinzenal per tal que les notícies tenguessin més actualitat. És a dir, es passa d'un exemplar per mes a dos. També al llarg de la seva història, ha anat canviat d'impremta. Comença a la impremta La Actividad (Artà), més endavant (al novembre de 1965) passà a imprimir-se més enfora de les nostres fronteres, concretament a La Politècnica, de Palma, propietat de Miquel Ferrer Sagrista, ja que a l'anterior, resultava molt costós, es componia tot lletra a lletra. Més endavant a Gràfiques Llevant (Artà), llavors al núm. 452 (21 de març de 1992) es passa a imprimir-se a Informacions Llevant S.A. (Manacor) que traduïa la seva gairebé especialització en revistes en un servei més ràpid (només 24 hores de tallers) a un preu més competitiu. Així tenim que començava una altra etapa, aquesta de la part econòmica i rapidesa amb 1'impressió. A conseqüència d'aquest canvi, la revista passa de ser de fulls dispersos amb forma de revista a estar grapats, cosa que en facilita la conservació i evita la dispersió de fulls. Més endavant, es duu a imprimir a Tirrena S.A. (Manacor). Actualment s'imprimeix a Gràfiques Gelabert a Sa Pobla.

### Aniversaris
Per celebrar els 500 números, dia 24 de juny del 1994, també a Na Batlessa, es va fer una gran exposició dels exemplars més rellevants apareguts i una edició extra de 84 pàgines amb fotografies inèdites del Monestir de Bellpuig. Aquest extra va ser inclòs en el núm. 500 de la revista.
El 2008, es va crear la Fundació Revista Bellpuig. Però no va ser fins un any després que es va publicar al BOIB del 21 de març de 2009. Els estatuts preveuen la composició d'un patronat del qual en serà president honorífic la figura del rector de la parròquia d'Artà, sigui el que sigui.
Amb un número especial, dia 5 de gener de 2010 se celebrà els 50 anys de vida de la publicació. El 6 de gener, la Fundació Revista Bellpuig d'Artà, celebrà un acte al Teatre d'Artà, amb motiu del 50è aniversari. La presentació fou a càrrec de l'escriptor Miquel Mestre, i obrí l'acte l'Orfeó Artanenc. Es feren després uns breus parlaments, entre els quals el de la presidenta del Consell de Mallorca, Francina Armengol. La projecció d'un audiovisual i un concert de l'Orquestra de Cambra de Madrid, Andrés Segovia, arrodoniren l'acte commemoratiu. Es projecta un documental sobre els 50 anys de vida de la revista. Per tal fita, es va firmar un conveni de col·laboració entre la Fundació Revista Bellpuig i la Universitat de les Illes Balears (UIB) per dur a terme la creació de la Col·lecció Digital Revista Bellpuig. El qual va permetre digitalitzar, integrar, catalogar i publicar, dins la col·lecció digital Revista Bellpuig, la totalitat de números de la revista editats al llarg dels primers 50 anys de la seva publicació i corresponents al període 1960-2010.
Al maig de 2018 es va publicar el número 1.000.

### Directors
- Mateu Galmés Galmés (aleshores rector de la parròquia) (gener 1960-setembre 1968)[9]
- Joan Servera Riera (setembre 1968-estiu 1978)[10]
- Rafel Umbert Sureda (estiu 1978- octubre 1990)[11]

### Administradors
- Rafel Amorós Artigues
- Aurelio Conesa
- Guillem Bisquerra (fins al desembre de 2014)

### Directors
- Bartomeu Caldentey Vives i Juanjo Suñer Cladera (gener 2015-setembre 2018)
- Bartomeu Caldentey Vives (octubre 2018-juliol 2022)
- Gabriel Serra Massanet (agost 2022-agost 2023)
- Bàrbara Amorós Matamoros (agost 2023-actualitat)

## Dades
La revista és gestionada per la Fundació Revista Bellpuig. Duu el nom del monestir de Bellpuig, a Artà. És una revista mensual.
És membre de l'Associació de la Premsa Forana de Mallorca.

## Seccions
- Portada
- Agenda (a la pàg. 3) a la qual hi ha tots els números de telèfon importants dels serveis del poble com serveis mèdics, religiosos, transport, d'administracions públiques, etc.
- Sumari + editorial.
- Noticiari: Inclou informació general d'Artà o relacionada amb aquest, una subsecció anomenada Noticiari escolar.
- Al primer de cada més, Temperatures, pluges del darrer mes i moviments de població
- De la Colònia: Secció dedicada a la Colònia de Sant Pere.
- Carta al director
- Entrevista (en cas que n'hi haguí)
- Programa de festes (també només quan hi ha festes a tot el poble)
- Passat festes: Fotos i crònica de les festes passades entre el darrer número publicat i l'actual. Només si n'hi hagués.
- De la parròquia
- Esports
- Col·laboració
- Entreteniments: Inclou On és?, Sopa de Lletres, Guillemots (mots encreuats), Publicava el Bellpuig (fa 40 anys, 25 anys i 10 anys)
- Trot: Consisteix en un ranking i un comentari sobre els cavalls trotadors artanencs
- Oferta Cultural: Majoritàriament la programació del Teatre d'Artà.
- Racó: Normalment consisteix en una fotografia antiga comentada.

### Seccions desaparegudes
- Endevinalla: per Pere Xim. Primerament a la contraportada i al final, dins l'apartat entreteniment.
- Autonumèric. Dins entreteniment.
- Els Gorans: Vinyeta còmica feta per Piris & Estelrich (Miquel Piris Obrador i Caterina Estelrich)
- Enquesta: Petita enquesta d'una pregunta a sis habitants qualsevol del terme d'Artà
- Política local: Ara sol estar dins Noticiari
- Informe
- Record de Noces: Fotografies de l'època mida carnet d'alguns matrimonis d'Artà, amb el nom i la data de casament, afegit a l'edat que tenia cadascú.
- El consultori d'Erika Jong: Preguntes a la Sra. Jong, psiquiatra, que ella mateixa contestava. Entrava dins la secció Col·laboració.
- Contestador automàtic: Transcripció de les cridades que els veïns feien a la revista i deixaven gravat les queixes, o suggeriments, vers el poble. Dins la secció Noticiari.
- Racó del poeta Alguns versos d'algun poema. Per Joan Mesquida.
- Club de la 3ª Edat
- Associació bonsai de Llevant
- Refranyer popular

## Redacció
La redacció està formada per Bàrbara Amorós Matamoros.
També té alguns col·laboradors com Guillem Amorós (Guillemots), Joan Caldentey (Colònia), Cristòfol Carrió Sanxo, Joan Escallenes (Joell) i Toni Esteva (col·laboracions d'opinions), J. José Cladera (Trot) i Joan Martí (Vòlei i Natació).

## Fundació Revista Bellpuig
El primer patronat de la Revista quan es constituí fou Guillem Bisquerra, Joan Servera, Rafel Carrió, Lluís Gili, Paula Ginard, Pere J. Llull, Rafel Pérez, Joan Caldentey, Juanjo Cladera i Joan Martí.
Després de les modificacions efectuades per dimissions i altres noves entrades, des del 29 de desembre de 2021 en què hi hagué els darrers canvis quedà formada per: Joan Caldentey (president), Mn. Baltasar Morell (rector com a President Honorífic segons estatuts), Juanjo Cladera, Joan Servera, Pep Cabrer, Paula Ginard, Bàrbara Amorós, Toni Colomer, Esperança Massanet i Gaspar Caballero.